# Ross Rebagliati
Ross Rebagliati (ur. 14 lipca 1971 w Vancouver) – kanadyjski snowboardzista, złoty medalista olimpijski.

## Kariera
Karierę rozpoczął w 1991 roku. W Pucharze Świata zadebiutował 28 listopada 1996 roku w Tignes, gdzie zajął 23. miejsce w slalomie równoległym (PSL). Tym samym już w swoim debiucie wywalczył pierwsze pucharowe punkty. Na podium zawodów pucharowych po raz pierwszy stanął 6 grudnia 1996 roku w Sestriere, wygrywając rywalizację w gigancie. W zawodach tych wyprzedził Stevena Personsa z USA i Niemca Bernda Kroschewskiego. W kolejnych startach jeszcze dwukrotnie stawał na podium: 12 grudnia 1996 roku w Whistler triumfował w supergigancie, a 13 stycznia 1998 roku w Lienzu był trzeci w gigancie. Najlepsze wyniki osiągnął w sezonie 1996/1997, kiedy to zajął 13. miejsce w klasyfikacji generalnej, a w klasyfikacji giganta był trzeci.
Podczas Zimowych Igrzysk Olimpijskich 1998 w Nagano wygrywając slalom gigant, został pierwszym złotym medalistą olimpijskim w historii tej dyscypliny. Jednak podczas badań antydopingowych wykryto w jego organizmie marihuanę i odebrano mu medal. Złoto przyznano wówczas drugiemu na mecie Włochowi Thomasowi Pruggerowi, srebro Ueliemu Kestenholzowi ze Szwajcarii, zaś brąz przypadł Austriakowi Dieterowi Krassnigowi. Jednakże po rozpatrzeniu apelacji Kanadyjczyka, Trybunał Arbitrażowy przy MKOl przywrócił mu złoto. Był to jego jedyny start olimpijski. W tej samej konkurencji Kanadyjczyk był też dziewiąty na mistrzostwach świata w Lienzu w 1996 roku oraz dziesiąty podczas rozgrywanych rok później mistrzostw świata w San Candido.
W 2001 r. zakończył karierę.

## Osiągnięcia

### Igrzyska olimpijskie
| Miejsce | Dzień    | Rok  | Miejscowość | Konkurencja | Zwycięzca |
| ------- | -------- | ---- | ----------- | ----------- | --------- |
| 1.      | 8 lutego | 1998 | Nagano      | Gigant      | -         |

### Mistrzostwa świata
| Miejsce | Dzień       | Rok  | Miejscowość   | Konkurencja       | Zwycięzca         |
| ------- | ----------- | ---- | ------------- | ----------------- | ----------------- |
| 9.      | 22 stycznia | 1997 | San Candido   | Gigant            | Thomas Prugger    |
| 16.     | 23 stycznia | 1997 | San Candido   | Slalom            | Bernd Kroschewski |
| 31.     | 25 stycznia | 1997 | San Candido   | Slalom równoległy | Mike Jacoby       |
| 10.     | 13 stycznia | 1999 | Berchtesgaden | Gigant            | Markus Ebner      |

### Puchar Świata

#### Miejsca w klasyfikacji generalnej
- sezon 1996/1997: 13.
- sezon 1997/1998: 47.
- sezon 1998/1999: 89.
- sezon 2000/2001: -

#### Miejsca na podium
1. Sestriere – 6 grudnia 1996 (gigant) - 1. miejsce
2. Whistler – 12 grudnia 1996 (supergigant) - 1. miejsce
3. Lienz – 13 stycznia 1998 (gigant) - 3. miejsce